# Nusa ghorpadei
Nusa ghorpadei là một loài ruồi trong họ Asilidae. Nusa ghorpadei được Joseph & Parui miêu tả năm 1987. Loài này phân bố ở miền Ấn Độ - Mã Lai.